# Zola Predosa

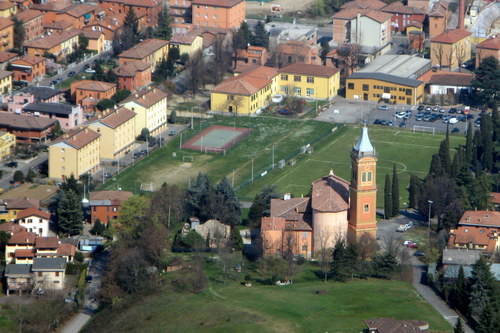
Stadtbild von Zola Predosa aus der Höhe

Zola Predosa ist eine italienische Gemeinde (comune) mit 19.369 Einwohnern (Stand 31. Dezember 2023) in der Metropolitanstadt Bologna in der Emilia-Romagna. Die Gemeinde liegt etwa 11 Kilometer westlich von  Bologna.

## Verkehr und Wirtschaft
Durch das Gemeindegebiet führt die Autostrada A1. Eine Anschlussstelle zum Ort besteht allerdings nicht. Die frühere Strada Statale 569 ist mittlerweile zu einer Provinzstraße herabgestuft worden. Ein Haltepunkt an der elektrifizierten Bahnstrecke von Casalecchio di Reno nach Vignola gewährt die Anbindung an das Schienennetz. Zola Predosa ist als Industriestandort der metallverarbeitenden Industrie, als Zulieferer für Fahrzeuge, bekannt geworden.

## Gemeindepartnerschaften
Zola Predosa unterhält eine Partnerschaft mit der schwedischen Gemeinde Timrå in der Provinz Västernorrlands län.